# Simen Østensen
Simen Østensen, född 4 augusti 1984, är en norsk längdåkare. Østensen slog igenom vid Tour de Ski 2006/2007 då han blev trea efter att tidigare bara startat två gånger i en världscuptävling. Han blev år 2011 sponsrad av företag som bland annat Powerade och SkiGo.